# أوزفالدو خيمينيز
أوزفالدو خيمينيز (بالإسبانية: Osvaldo Giménez) هو لاعب كرة قدم ومدرب كرة قدم أوروغواياني، ولد في 5 سبتمبر 1959 في مونتيفيديو في الأوروغواي. لعب مع بنيارول.